# Brandon Cronenberg
Brandon Cronenberg, född 1980, är en kanadensisk filmregissör. Hans tre första långfilmer är samtliga inom genren science fiction-skräck.
Han är son till David Cronenberg och bror till Caitlin Cronenberg, båda regissörer.

## Filmografi
- 2012 – Antiviral
- 2020 – Possessor
- 2023 – Infinity Pool